# Сади біля затоки
Сади біля затоки (англ. Gardens by the Bay, малай. Taman di Persisiran, кит.: 滨海湾花园, там. வளைகுடா தோட்டம்) — природний парк у Сінгапурі. Парк охоплює 101 га (250 акрів) земель в центрі Сінгапуру, поруч з водосховищем Marina Reservoir. Парк складається з трьох набережних садів: Bay South Garden, Bay East Garden і Bay Central Garden. Найбільший з садів Bay South Garden займає 54 га (130 акрів).

## Історія

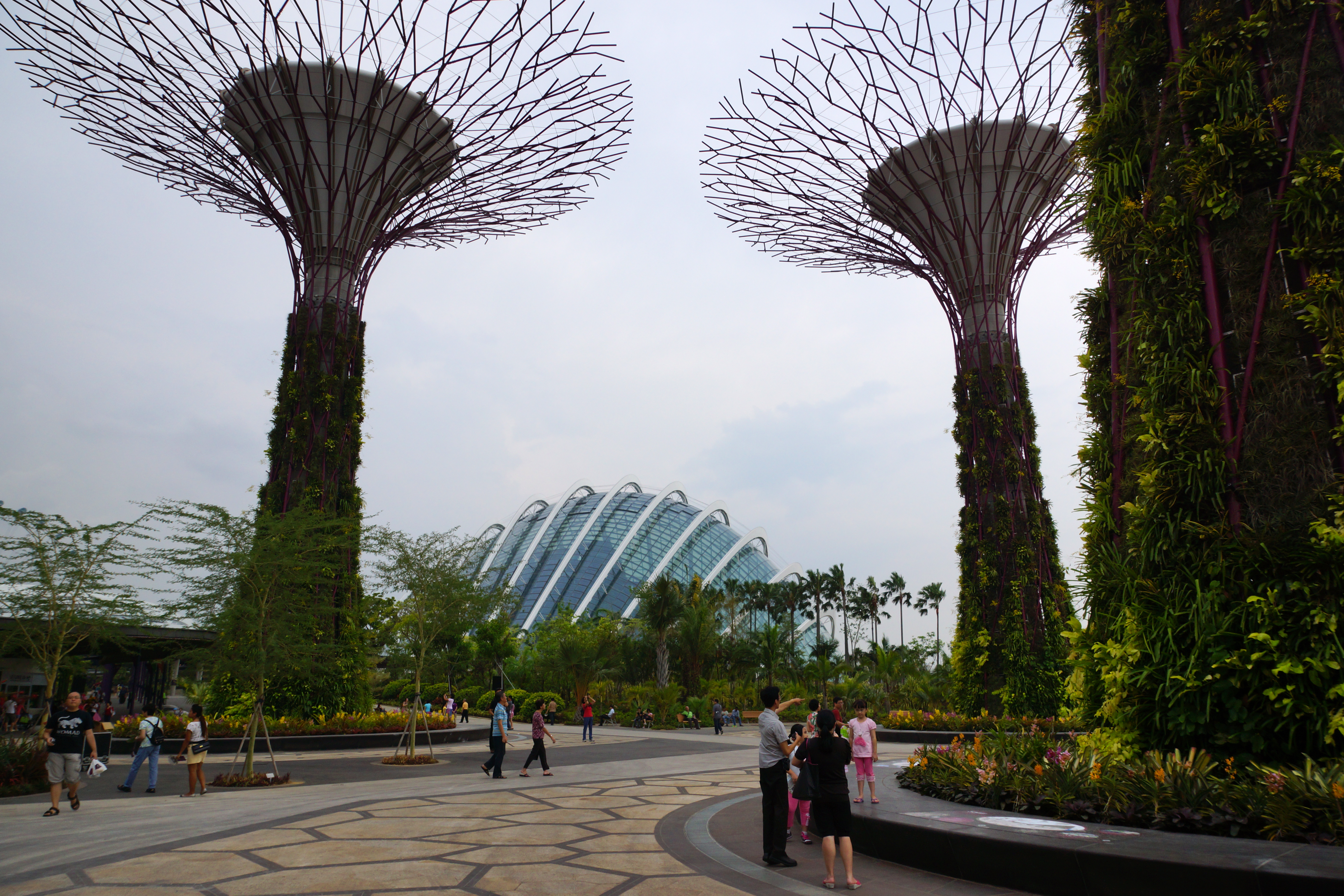

Сади біля затоки є частиною стратегії з боку уряду Сінгапуру перетворити Сінгапур з «Садового міста» в «Місто у саду». Поставлена мета полягає в тому, щоб підвищити якість життя за рахунок збільшення зелені і флори в місті. Стратегія вперше оголошена прем'єр-міністром Лі Сянь Лунем, в Національний день єдності в 2005 році. Сади біля затоки призначені, щоб бути головним міським простором відпочинку на відкритому повітрі і національним символом Сінгапура.
У 2006 році був проведений міжнародний конкурс на проектування парку, залучивши більше 70 учасників, що представляли 170 фірм з 24 країн світу. Дві британські фірм — Grant Associates і Gustafson Porter — отримали контракти на Bay South та Bay East Gardens відповідно.
Поряд з провідними дизайнерами Grant Associates, проектна група для Bay South включала Wilkinson Eyre Architects, Atelier Ten (консультанти по дизайну довкілля) і Atelier One (структурні інженери). Вони були підтримані низкою сінгапурських фірм, включаючи CPG Consultants (архітектура, цивільні і структурні, механічні та електричні об'єкти), Meinhardt Infrastructure (цивільні та структурні об'єкти), Langdon & Seah (консультанти витрат) і PMLink (управління проектами).
Парк є досить популярним, у 2014 році в ньому було 6,4 млн відвідувачів, а 20-мільйонний турист відвідав його в листопаді 2015 року.

## Bay Central Garden
Bay Central Garden буде виступати сполучною ланкою між Bay South та Bay East Gardens. Він займає площу 15 га (37 акрів) та 3-х км (1,9 милі) смугу на набережній, що забезпечує мальовничі прогулянки, від центру міста на схід від Сінгапуру. Інші проєкти Bay Central Garden запустять в найближчі кілька років.

## Bay East Garden
Bay East Garden займає 32 га (79 акрів) і має 2-кілометровий (1,2 милі) набережний променад, що межує з водосховищем Marina Reservoir. Проміжний парк був розроблений в Bay East Garden в підтримку літніх юнацьких Олімпійських ігор 2010 року. Перша фаза саду була відкрита для публіки в жовтні 2011 року, що дозволило альтернативний доступ до дамби Marina Barrage.
Він виконаний у вигляді серії великих тропічних садів, кожен з яких має свій власний специфічний ландшафтний дизайн, характер і тему. Там буде п'ять штучних фіорди приведені у відповідність з переважаючим напрямком вітру, які збільшуватимуть і розширюватимуть берегову лінію, дозволяючи вітру і воді проникнути вглиб саду, таким чином охолоджувати повітря у літню спеку.
Bay East Garden надасть відвідувачам безперешкодний вид на місто. Майбутні проекти Bay East Garden будуть пов'язані з водою.

## Bay South Garden
Bay South Garden відкритий для публіки 29 червня 2012 року. Це найбільший з трьох садів, займає 54 га (130 акрів) площі і призначений продемонструвати кращі зразки тропічного та митецького садівництва.
Загальна концепція генерального плану парку уособлює орхідею «Ванда міс Джоакім» (лат. Vanda 'Miss Joaquim'), яка є представником тропіків і національною квіткою Сінгапуру. Орхідея пускає коріння на набережній (теплиці, оранжереї), в той час як листя (обриси суші), пагони (шляхи, дороги і стежки) і вторинні корені (водні, енергетичні та комунікаційні лінії), утворюють єдину мережу з квітами (тематичні сади і супердерева).

### Оранжереї

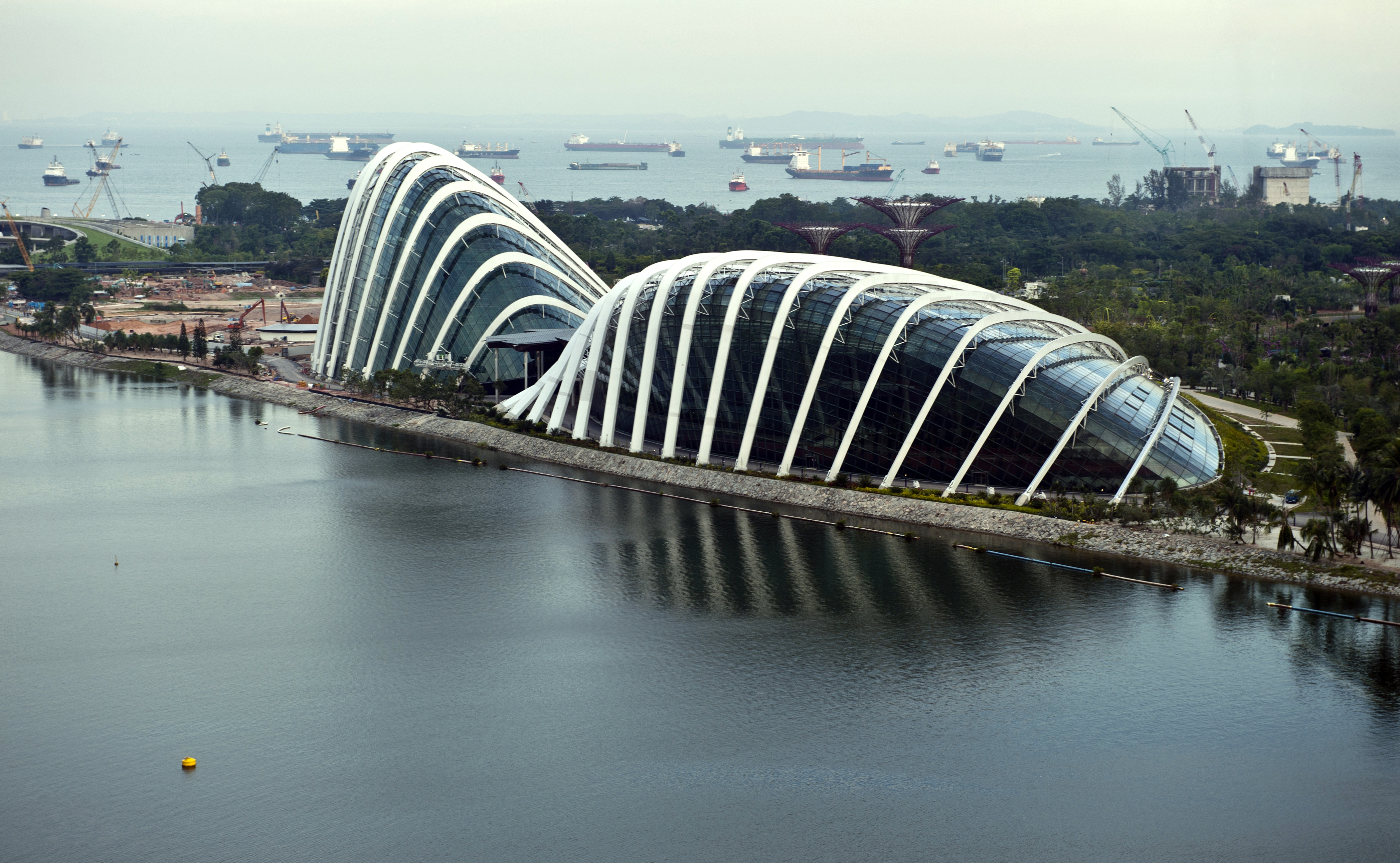
Тепличний комплекс

Тепличний комплекс в Саду біля затоки складається з двох оранжерей — Квітковий купол (англ. Flower Dome, кит.: 花 穹) і Хмарний ліс (англ. Cloud Forest, кит.: 云雾 林), що розташовані вздовж берегів водосховища. Оранжереї, що розроблені Wilkinson Eyre Architects, є енергоефективними, з стійких технологій будівництва і призначені забезпечити сприятливі умови в садах за будь-яких погодних умов. Обидві теплиці є дуже великими (близько 1 га (2,5 акра)), а Квітковий купол є найбільшою в світі колонною теплицею.
Конструкція теплиць має дві особливості. По-перше, вони мають дуже великий скляний дах без додаткової внутрішньої підтримки. По-друге, конструкція сильно спрямована на зведення до мінімуму впливу на довкілля. Дощова вода збирається з поверхні теплиці і циркулює в системі охолодження, яка з'єднана з супердеревами. У супердеревах вода використовується для вентиляції гарячого повітря і охолодження циркуляційної води.

#### Квітковий купол

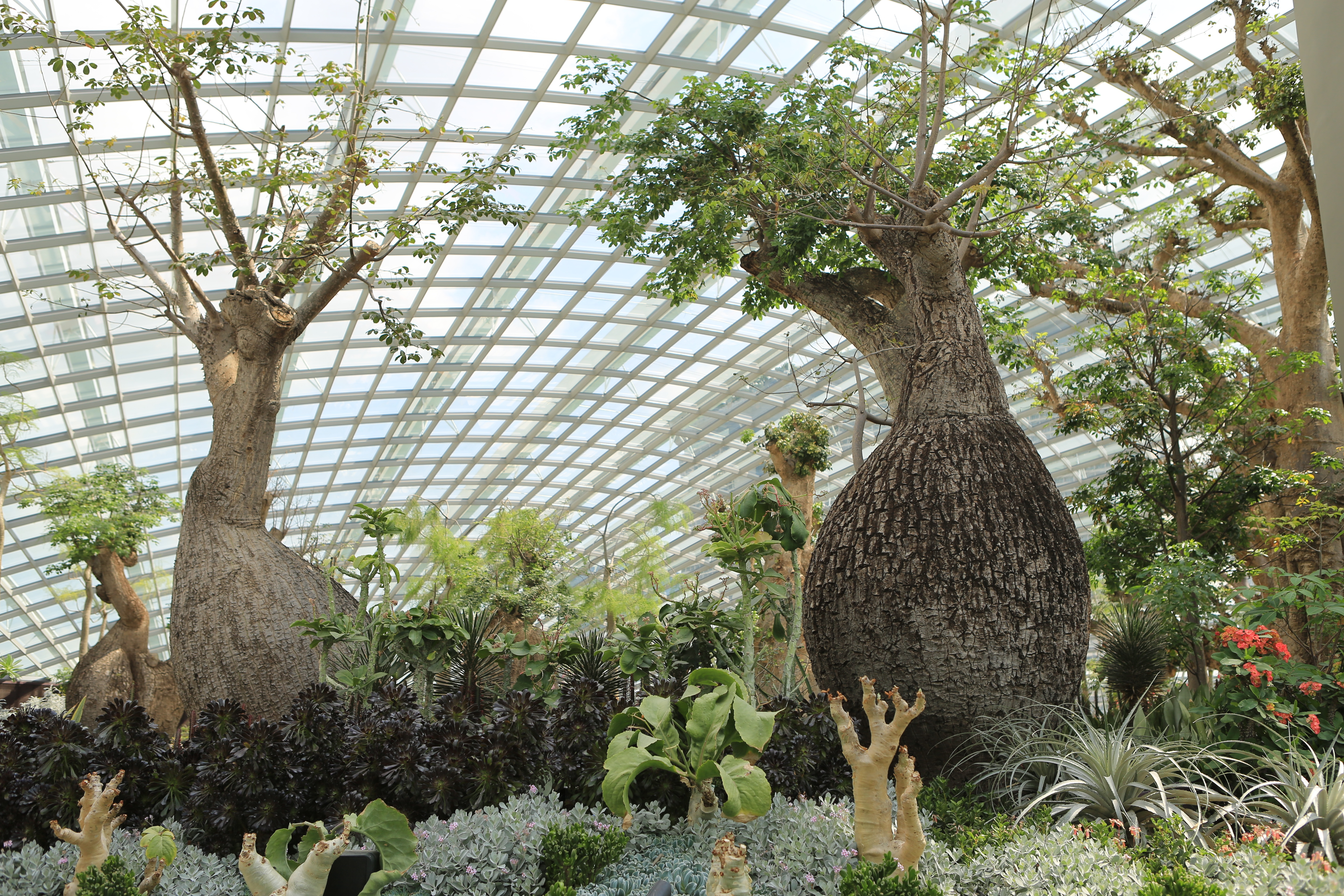
Баобаби у Квітковому куполі

Квітковий купол нижчий, але більший за площею — близько 1,2 га (3,0 акра), від Хмарного лісу. Тут створено м'який, сухий клімат і вирощуються рослини, що зустрічаються у Середземноморському регіоні та інших напівпосушливих тропічних районах (наприклад, деяких частинах Австралії, Південної Америки, Південної Африки).
Квітковий купол 38 метрів (125 футів) заввишки і підтримує температуру між 23C і 25C, або трохи нижче в нічний час.
Квітковий купол складається з семи різних «садів», оливкових гаїв з бістро і центрального поля, на якому проводяться різні виставки квітів та інші заходи.

#### Хмарний ліс

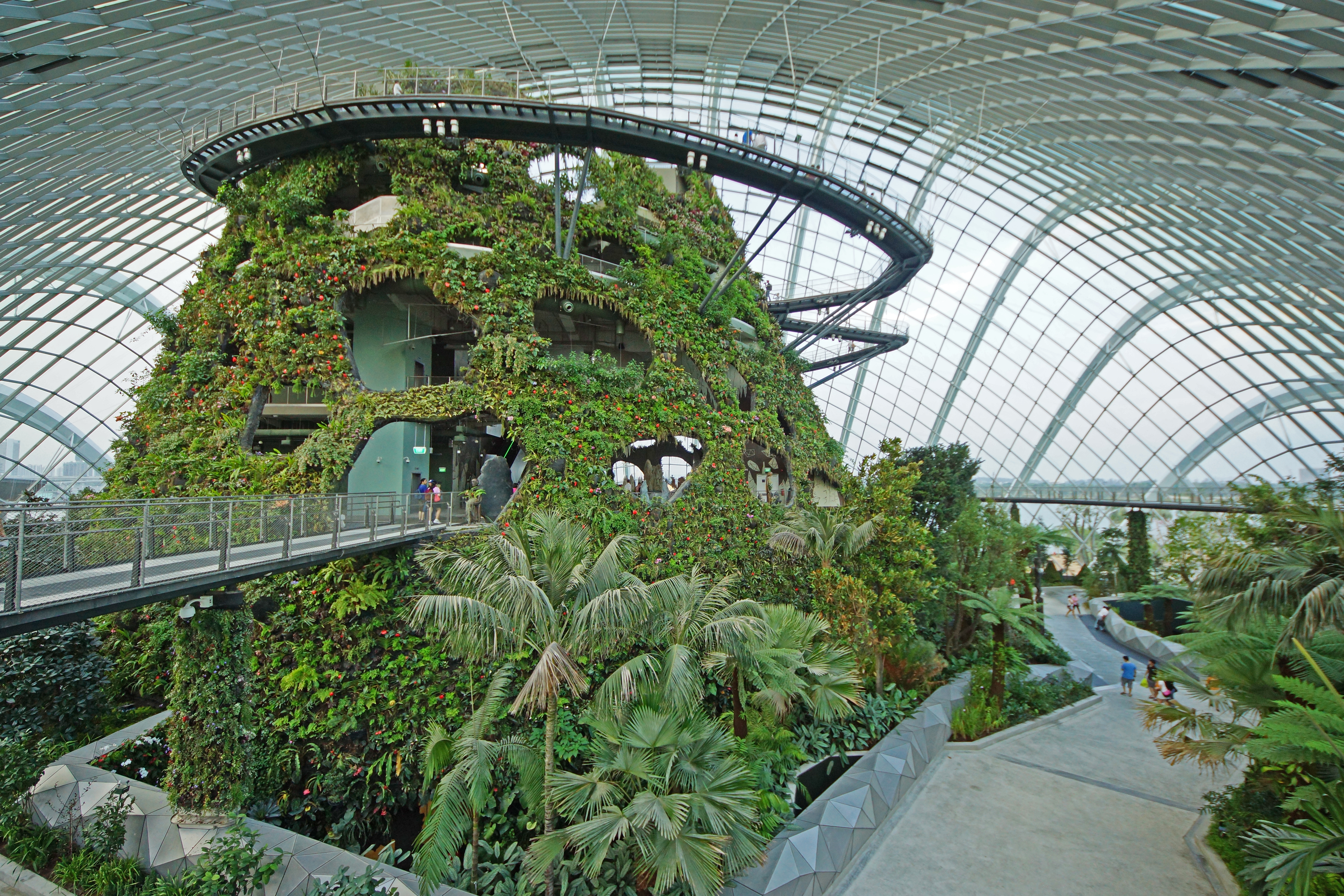
Хмарна гора

Хмарний ліс вищий, але трохи менший за площею — 0,8 га (2,0 акра). Тут відтворені прохолодні вологі умови, які є у тропічних гірських районах між 1000 м (3300 футів) і 3000 м (9,800 футів) над рівнем моря в Південно-Східній Азії, Центральній і Південній Америці. Він має 42-метрову (138 футів) «Хмарну гору», на яку можна піднятися на ліфті. Відвідувачі зможуть спускатися з гори по круговій траєкторії, а 35-метровий (115 футів) водоспад надасть їм освіжаюче прохолодне повітря.
«Хмара гора» саме по собі є складною структурою, що повністю вкрита епіфітами, такими як орхідеї, папороті, селягінелові, баранцеві і плауновидні, бромелієві і антуріуми. Вона складається з декількох рівнів, кожен на іншу тему.

### Гай супердерев

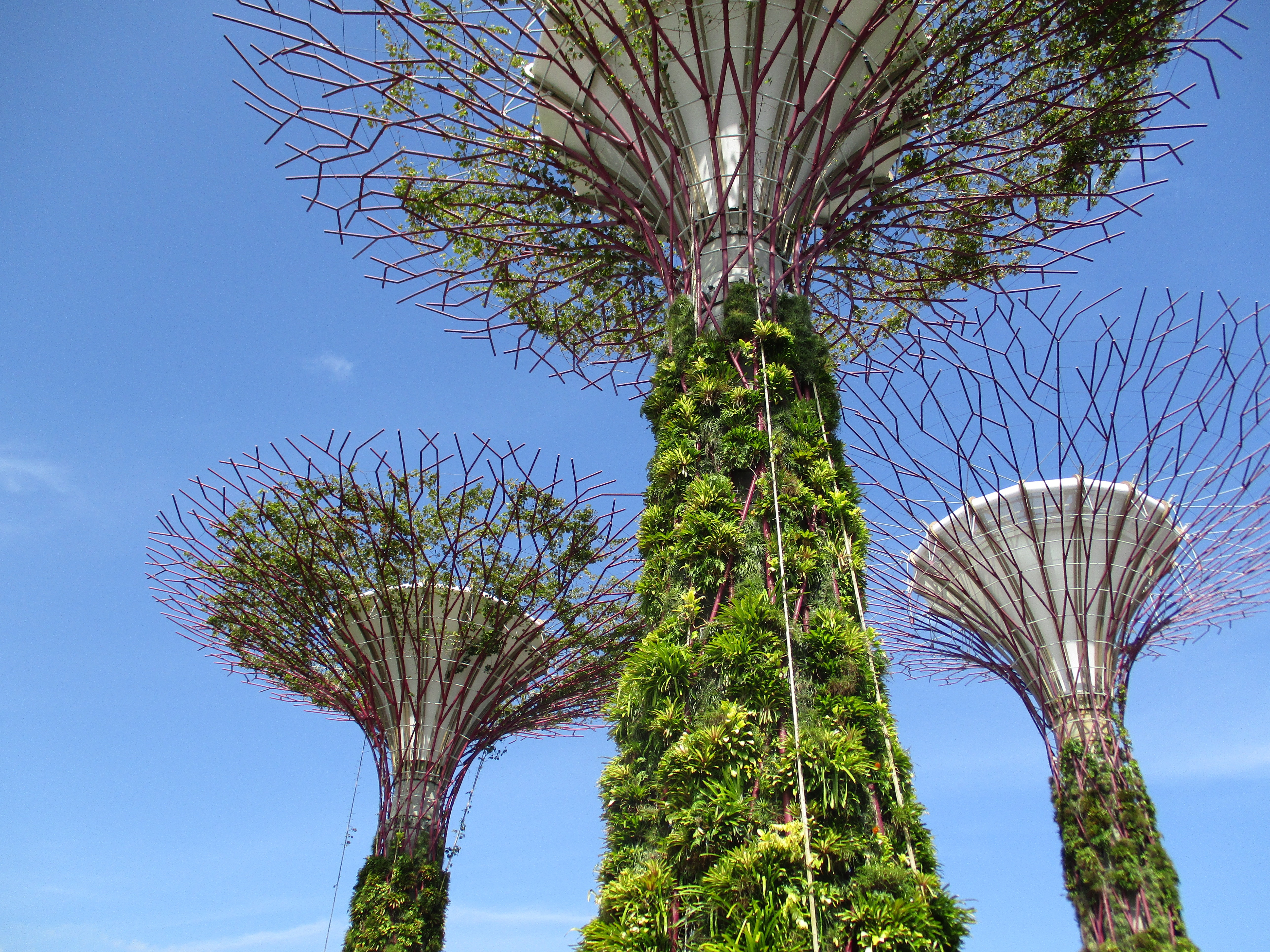
Супердерева

Супердерева (англ. Supertree) — це деревоподібні структури, які домінують у ландшафті садів, з висотою від 25 м (82 футів) до 50 м (160 футів). Це вертикальні сади, які виконують безліч функцій, такі як посадку, затінення, а також виконують роль екологічних двигунів для садів.
Супердерева є домом для унікальних і екзотичних папоротей, винограду, орхідей, а також великої колекції бромелієвих, таких як Tillandsia. Вони оснащені екологічними технологіями, які імітують екологічну функцію дерев — фотогальванічні елементи, що використовують сонячну енергію, яка може бути використана для деяких функцій супердерев, наприклад, освітлення, так само, як дерева використовують фотосинтез; збір дощової води для використання у зрошувальних експозиціях у фонтанах, точно подібно до того, як дерева поглинають дощову воду для росту. Супередерева також виконують вітрозабірні і витяжні функції як частина системи охолодження теплиць.
Існує підвищена стежка «OCBC Skyway» для відвідувачів між двома великими супердеревами, з якої можна насолодитися панорамою на сади з висоти пташиного польоту. Планується побудувати заклад харчування на вершині 50-метрового (160 футів) супердерева. Вночі супердерева оживають із світловим і музичним шоу під назвою OCBC Garden Rhapsody.

### Дитячий сад
Дитячий сад розроблений Grant Associates. Його будівництво, вартістю $ 10 млн, повністю фінансувався організацією Far East Organization. Це атракціон для дітей у віці до 5 років, та 6-12 років. Цей атракціон був відкритий 21 січня 2014 року. Він складається із будинку на дереві і стежки пригод. Стежка пригод складається з трамплінів, балансованих балок, висячих мостів тощо.
Він відкритий з вівторка по неділю з 9 ранку до 9 вечора. Закритий по понеділках, або на наступний робочий день, якщо понеділок є вихідним днем.

### Плодові тематичні сади
Є ще два тематичних сади, назви яких — «Рослини і люди» і «Рослини і планета». Вони є важливою частиною освітньої програми, метою якої є довести знання про рослини до громадськості.
Сад «Рослини і люди» висуває на перший план різні культурні групи в Сінгапурі, і важливу роль, яку відіграють рослини у культурі, а також колоніальній історії країни. Він також фокусується на економічно важливих рослинах в Сінгапуру і Південно-Східної Азії.
Сад «Рослини і планета» підкреслює мережу взаємин серед різних рослин в обмежених умовах крихкого лісу, демонструючи біологічне різноманіття рослинного життя на планеті.

## Бюджет
Остаточна вартість будівництва за проектом, не включаючи вартості землі, але включаючи під'їздні дороги, дренажні роботи та поліпшення ґрунту, становила в межах виділеного бюджету в розмірі 1035 млн доларів США. Щорічні експлуатаційні витрати, як очікується, складуть близько $ 58 млн, з яких $ 28 млн буде виділено для експлуатації будівель оранжерей. Проєкт мав 1,7 млн відвідувачів в період з червня по жовтень 2012 року, які мали вільний доступ до більшості ділянок парку, але повинні були купити квитки для входу в оранжереї.